# Куп Србије у одбојци за жене 2021/22.
Куп Србије у одбојци за жене 2021/22. је шеснаесто такмичење организовано под овим називом од стране Одабојкашког савеза Србије.

## Учесници
- Београд, Београд
- Железничар, Лајковац
- Златибор, Чајетина
- Инђија, Инђија
- Јединство, Стара Пазова
- Клек, Зрењанин
- Нови Сад, Нови Сад
- Партизан Сокербет, Београд
- Раднички Бластерс, Београд
- Смедерево, Смедерево
- Спартак, Суботица
- Срем, Сремска Митровица
- Студент, Ниш
- ТЕНТ, Обреновац
- Уб, Уб
- Црвена звезда, Београд

## Календар такмичења
- Осмина финала: 19—20. октобар 2021.
- Четвртфинале: 26. октобар и 2, 3, 4, 10 и 16. новембар 2021.
- Полуфинале: 1, 15. и 22. децембар 2021.
- Финале: 6. март 2022.

## Осмина финала
Жреб парова осмине финала Купа Србије у сезони 2021/22. одржан је 4. октобра 2021. године. Претходно су за домаћине утакмица одређени Уб, ТЕНТ, Железничар Лајковац, Црвена звезда, Јединство Стара Пазова, Партизан Сокербет, Срем и Спартак Суботица.
У осмини финала се игра једна утакмица.
| Датум и време       |                        | Резултат       |                   | Сетови  | Сетови  | Сетови  | Сетови | Сетови |
| Датум и време       | 1.                     | Резултат       | 2.                | 3.      | 4.      | 5.      |        |        |
| ------------------- | ---------------------- | -------------- | ----------------- | ------- | ------- | ------- | ------ | ------ |
| 19. 10. 2021. 18:00 | Црвена звезда          | 3 : 0 Извештај | Клек              | 25 : 17 | 25 : 17 | 25 : 14 |        |        |
| 19. 10. 2021. 18:00 | Партизан Сокербет      | 3 : 0 Извештај | Раднички Бластерс | 25 : 19 | 25 : 15 | 25 : 10 |        |        |
| 19. 10. 2021. 19:00 | Спартак Суботица       | 3 : 0 Извештај | Инђија            | 25 : 20 | 25 : 17 | 25 : 22 |        |        |
| 20. 10. 2021. 18:00 | Јединство Стара Пазова | 3 : 0 Извештај | Београд           | 25 : 14 | 25 : 12 | 25 : 19 |        |        |
| 20. 10. 2021. 19:00 | Уб                     | 3 : 0 Извештај | Смедерево         | 25 : 7  | 25 : 17 | 25 : 11 |        |        |
| 20. 10. 2021. 19:00 | ТЕНТ                   | 3 : 0 Извештај | Студент           | 25 : 6  | 25 : 7  | 25 : 13 |        |        |
| 20. 10. 2021. 19:00 | Железничар Лајковац    | 3 : 0 Извештај | Златибор          | 25 : 12 | 25 : 12 | 25 : 13 |        |        |
| 20. 10. 2021. 19:00 | Срем                   | 3 : 0 Извештај | Нови Сад          | 25 : 14 | 25 : 16 | 25 : 17 |        |        |

## Четвртфинале
Жреб парова четвртфинала Купа Србије у сезони 2021/22. одржан је 19. октобра 2021. године.
У четвртфиналу се играју две утакмице (једна на домаћем и једна на гостујућем терену). У случају да противници остваре по једну победу, полуфиналисту одређује бољи сет количник. Уколико је и сет количник исти, победник двомеча је клуб који је остварио поен количник. Ако су противници изједначени и по поен количнику, победник се добија одигравањем златног сета.
| Датум и време       |                        | Резултат       |                        | Сетови  | Сетови  | Сетови  | Сетови  | Сетови |
| Датум и време       | 1.                     | Резултат       | 2.                     | 3.      | 4.      | 5.      |         |        |
| ------------------- | ---------------------- | -------------- | ---------------------- | ------- | ------- | ------- | ------- | ------ |
| 26. 10. 2021. 18:00 | Јединство Стара Пазова | 3 : 1 Извештај | Црвена звезда          | 25 : 21 | 25 : 23 | 22 : 25 | 25 : 12 |        |
| 2. 11. 2021. 18:30  | Црвена звезда          | 3 : 0 Извештај | Јединство Стара Пазова | 26 : 24 | 25 : 21 | 26 : 24 |         |        |

- Црвена звезда се на основу бољег сет количника пласирала у полуфинале.[3]

| Датум и време       |      | Резултат       |      | Сетови  | Сетови  | Сетови  | Сетови  | Сетови  |
| Датум и време       | 1.   | Резултат       | 2.   | 3.      | 4.      | 5.      |         |         |
| ------------------- | ---- | -------------- | ---- | ------- | ------- | ------- | ------- | ------- |
| 26. 10. 2021. 20:00 | Срем | 2 : 3 Извештај | ТЕНТ | 16 : 25 | 22 : 25 | 27 : 25 | 25 : 23 | 12 : 15 |
| 3. 11. 2021. 19:00  | ТЕНТ | 3 : 1 Извештај | Срем | 25 : 23 | 23 : 25 | 25 : 22 | 25 : 19 |         |

- ТЕНТ се са две победе пласирао у полуфинале.[4]

| Датум и време       |                     | Резултат       |                     | Сетови  | Сетови  | Сетови  | Сетови  | Сетови |
| Датум и време       | 1.                  | Резултат       | 2.                  | 3.      | 4.      | 5.      |         |        |
| ------------------- | ------------------- | -------------- | ------------------- | ------- | ------- | ------- | ------- | ------ |
| 4. 11. 2021. 18:00  | Партизан Сокербет   | 2 : 3 Извештај | Железничар Лајковац | 18 : 25 | 23 : 25 | 27 : 25 | 25 : 17 | 9 : 15 |
| 10. 11. 2021. 19:00 | Железничар Лајковац | 3 : 1 Извештај | Партизан Сокербет   | 27 : 25 | 23 : 25 | 25 : 20 | 25 : 12 |        |

- Железничар Лајковац се са две победе пласирао у полуфинале.[5]

| Датум и време       |                  | Резултат       |                  | Сетови  | Сетови  | Сетови  | Сетови  | Сетови |
| Датум и време       | 1.               | Резултат       | 2.               | 3.      | 4.      | 5.      |         |        |
| ------------------- | ---------------- | -------------- | ---------------- | ------- | ------- | ------- | ------- | ------ |
| 10. 11. 2021. 19:00 | Спартак Суботица | 0 : 3 Извештај | Уб               | 16 : 25 | 10 : 25 | 27 : 29 |         |        |
| 16. 11. 2021. 18:00 | Уб               | 3 : 1 Извештај | Спартак Суботица | 25 : 22 | 21 : 25 | 25 : 20 | 25 : 16 |        |

- Уб се са две победе пласирао у полуфинале.[6]

## Полуфинале
Жреб парова полуфинала Купа Србије у сезони 2021/22. одржан је 21. новембра 2021. године.
У полуфиналу се играју две утакмице (једна на домаћем и једна на гостујућем терену). У случају да противници остваре по једну победу, финалисту одређује бољи сет количник. Уколико је и сет количник исти, победник двомеча је клуб који је остварио бољи поен количник. Ако су противници изједначени и по поен количнику, победник се добија одигравањем златног сета.
| Датум и време       |               | Резултат       |               | Сетови  | Сетови  | Сетови  | Сетови  | Сетови |
| Датум и време       | 1.            | Резултат       | 2.            | 3.      | 4.      | 5.      |         |        |
| ------------------- | ------------- | -------------- | ------------- | ------- | ------- | ------- | ------- | ------ |
| 1. 12. 2021. 17:30  | Црвена звезда | 3 : 1 Извештај | Уб            | 19 : 25 | 25 : 13 | 25 : 19 | 25 : 20 |        |
| 15. 12. 2021. 18:00 | Уб            | 1 : 3 Извештај | Црвена звезда | 18 : 25 | 25 : 21 | 16 : 25 | 14 : 25 |        |

- Црвена звезда се са две победе пласирала у финале.[8]

| Датум и време       |                     | Резултат       |                     | Сетови  | Сетови  | Сетови  | Сетови | Сетови |
| Датум и време       | 1.                  | Резултат       | 2.                  | 3.      | 4.      | 5.      |        |        |
| ------------------- | ------------------- | -------------- | ------------------- | ------- | ------- | ------- | ------ | ------ |
| 1. 12. 2021. 19:00  | ТЕНТ                | 0 : 3 Извештај | Железничар Лајковац | 22 : 25 | 20 : 25 | 19 : 25 |        |        |
| 22. 12. 2021. 19:00 | Железничар Лајковац | 3 : 0 Извештај | ТЕНТ                | 25 : 19 | 25 : 12 | 25 : 18 |        |        |

- Железничар Лајковац се са две победе пласирао у финале.[9]

## Финале
Домаћин финала Купа Србије у обе конкуренције по трећи пут је био Лајковац, а утакмице су одигране у тамошњој Хали спортова. Оба финална сусрета директно је преносио РТС 2.
Одбојкашице Црвене звезде су у финалу савладале ривалке из лајковачког Железничара. Звезди је ово био укупно осамнаести трофеј у националном купу, а шести откад то такмичење носи назив Куп Србије. За најкориснију играчицу финала изабрана је Бојана Дрча, техничарка победничке екипе.
| Датум и време     |               | Резултат       |                     | Сетови  | Сетови  | Сетови  | Сетови  | Сетови |
| Датум и време     | 1.            | Резултат       | 2.                  | 3.      | 4.      | 5.      |         |        |
| ----------------- | ------------- | -------------- | ------------------- | ------- | ------- | ------- | ------- | ------ |
| 6. 3. 2022. 19:00 | Црвена звезда | 3 : 1 Извештај | Железничар Лајковац | 25 : 18 | 25 : 14 | 18 : 25 | 25 : 23 |        |

| Победник Купа Србије у одбојци за жене 2021/22. |
| ----------------------------------------------- |
| ЖОК Црвена звезда 6. титула                     |